# Krzyczew
Krzyczew – wieś w Polsce, położona w województwie lubelskim, w powiecie bialskim, w gminie Terespol.
| SIMC    | Nazwa      | Rodzaj    |
| ------- | ---------- | --------- |
| 0020729 | Łany       | część wsi |
| 0020735 | Majątek    | część wsi |
| 0020741 | Miasteczko | część wsi |

W latach 1975–1998 wieś administracyjnie należała do województwa bialskopodlaskiego.
Wieś szlachecka położona była w końcu XVIII wieku w powiecie brzeskolitewskim województwa brzeskolitewskiego.
Wieś jest sołectwem w gminie Terespol. Według Narodowego Spisu Powszechnego z roku 2011 wieś liczyła 146 mieszkańców i była czternastą co do wielkości miejscowością gminy.
Wieś położona nad Bugiem, kilkaset metrów od granicy polsko-białoruskiej na tej rzece przy drodze wojewódzkiej nr 698. Po drugiej stronie Bugu znajdowała się wieś Kotelnia Bojarska, wysiedlona po ustaleniu zachodniej granicy ZSRR na rzece.
We wsi znajduje się XVII-wieczny drewniany kościół, pierwotnie cerkiew, obecnie rzymskokatolicki kościół filialny w parafii Podwyższenia Krzyża Świętego w Neplach (dekanat Terespol). Znajduje się tu także XIX wieczny dwór, przycerkiewny cmentarz unicki oraz cmentarz katolicko-prawosławny. Pomiędzy Krzyczewem a Neplami, w miejscu gdzie Armia Czerwona forsowała Bug w czasie II wojny światowej, znajduje się pomnik w formie czołgu T-34. Tuż obok leży starorzecze z rozlewiskami należące do Parku Krajobrazowego Podlaski Przełom Bugu.
We wsi znajdowała się strażnica Wojsk Ochrony Pogranicza.
W 2019 roku została wydana monografia „Krzyczew – dzieje wsi znane i nieznane” autorstwa Macieja Barmosza.  W książce opisana jest historia wsi Krzyczew oraz wspomnienia jego mieszkańców.